# Kasékò
Ne doit pas être confondu avec Kaseko.
Genres associés
Léròl
Le Kasékò, est un genre musical de Guyane. Joué lors de traditionnelles bal convoués, il désigne aussi les tambours ainsi que la danse de ce genre musical et est de loin le rythme et la danse traditionnelle le plus populaire du territoire,,.

## Étymologie
Le terme kasékò proviendrait de l'expression « casser le corps » qui faisait référence à une danse rapide pendant la période où l'esclavage était légal dans la région.

## Histoire

### Origines
Le Kasékò est une musique autogène qui se base sur les danses traditionnelles des esclaves originaires d’Afrique et qui s'est métissé avec les apports culturels européens et amérindiens,.

### Bal paré-masqué
Il s’agit de la seul danse traditionnelle créole que l’on peut retrouver dans les Bal paré-masqués, pendant le carnaval en Guyane.

## Instruments
Le kasékò se joue avec quatre instruments, :
- Tibwa ou ti-bwa ;
- Trois "tanbou" :
  - Tanbou foulé ou foulé kasékò,
  - Tanbou koupé ou dékoupé,
  - Tanbou plonbé ou foulé fon.